# Гранд Монт Бланц (Долина Аосте)
Гранд Монт Бланц је насеље у Италији у округу Долина Аосте, региону Долина Аосте.
Према процени из 2011. у насељу је живело 25 становника. Насеље се налази на надморској висини од 1643 м.